# Yanbeilong
Yanbeilong (v překladu „drak na sever od průsmyku Jen-men“) byl rod tyreoforního dinosaura ze skupiny Stegosauria, který žil v období rané křídy asi před 121 až 100 miliony let (a patří tak ke geologicky nejmladším známým stegosauridům, jelikož je ještě zhruba o 10 až 20 milionů let mladší než jiný čínský rod Wuerhosaurus).

## Objev a popis
Druh Yanbeilong ultimus byl formálně popsán na začátku roku 2024 týmem čínských paleontologů. Fosilie byly objeveny v roce 2011 v sedimentech geologického souvrství Cuo-jün (Zuoyun) v městské prefektuře Ta-tchung na území provincie Šan-si. Typový exemplář s katalogovým označením SXMG V 00006 má podobu nekompletní postkraniální kostry. Fosilie pravděpodobně spadají do období geiologického věku alb (a mají tedy stáří 113 až 100 milionů let). V tom případě by Yanbeilong byl s předstihem nejmladším a tedy i posledním známým zástupcem stegosaurů. Tomu ostatně odpovídá i jeho druhové jméno ultimus, což znamená „poslední“.
Délka tohoto býložravého dinosaura je odhadována asi na 5 metrů, výška ve hřbetu na 1,5 metru a hmotnost přibližně na 1500 kilogramů.

## Zařazení
Yanbeilong patří do kladu Stegosauria jako jeho vývojově vyspělý zástupce a jeho nejbližšími vývojovými příbuznými jsou podle provedené fylogenetické analýzy rody Wuerhosaurus, Loricatosaurus a dále druh Stegosaurus stenops. Dalšími příbuznými taxony mohou být jiné asijské exempláře stegosauridů, to ovšem ukáže až jejich budoucí výzkum.